# Rok małpy
Rok małpy (est. Ahviaasta) – estoński krótkometrażowy film animowany z 2003 roku w reżyserii Ülo Pikkova.

## Fabuła
Pewna małpa zostaje wzięta przez pomyłkę za pijanego świętego Mikołaja, który zabłądził i znalazł się przypadkowo w ZOO. Zwierzę skierowano na leczenie z uzależnienia od alkoholu. Następnie ostrzyżono ją i ogolono, żeby wyglądała na przyzwoitego obywatela. Społeczeństwo zaakceptowało nowego członka, który szybko staje się figurą publiczną.

## Nagrody
- 2003: Udział w Międzynarodowym Festiwalu Filmów Animowanych (Wilno, Litwa)
- 2003: Nagroda na Międzynarodowym Festiwalu Filmów Krótkometrażowych (Barcelona, Hiszpania)
- 2004: Nagroda Specjalna Jury na Międzynarodowym Festiwalu Filmów Animowanych (Ryga, Łotwa; Batumi, Gruzja)